# Liam Scarlett
Liam Scarlett (Ipswich, 8 aprile 1986 – Ipswich, 16 aprile 2021) è stato un coreografo e ballerino britannico.

## Biografia
Liam Scarlett nacque ad Ipswich, nel Suffolk, nel 1986 e cominciò a studiare danza all'età di quattro anni. Dopo aver appreso i rudimenti del balletto classico in una scuola locale fu ammesso alla Royal Ballet School. Dopo il diploma, conseguito nel 2005, fu scritturato dal Royal Ballet e tre anni più tardi fu promosso al rango di primo artista.
Nel 2008 Monica Mason, direttrice artistica della compagnia, gli commissionò un balletto e due anni più tardi il suo Asphodel Meadows ebbe la sua prima al Covent Garden. Edward Villella, ex étoile del New York City Ballet e direttore del Miami City Ballet, assistette alla prova generale di Asphodel Meadows, al termine della quale commissionò un nuovo balletto a Scarlett.
Viscera esordì a Miami nel gennaio 2012 e ricevette il plauso della critica; il balletto segnò il debutto internazionale di Scarlett, che ricevette commissioni dall'English National Ballet, dall'American Ballet Theatre, dal San Francisco Ballet, dal Balletto Nazionale Polacco e dal Den Norske Ballett. Forte del successo ottenuto, nel novembre 2012 decise di abbandonare la carriera di ballerino per dedicarsi esclusivamente alla coreografia e Kevin O'Hare, il nuovo direttore del Royal Ballet, lo nominò artista residente della compagnia, una posizione creata apposta per lui.
Nell'aprile 2014 il suo balletto Hummingbird ebbe la sua prima a San Francisco, mentre nel 2016 portò al debutto alla Royal Opera House Frankenstein, il suo primo balletto in tre atti. Nel 2018 il suo nuovo allestimento de Il lago dei cigni ebbe la sua prima al Covent Garden con Vadim Muntagirov e Marianela Núñez nel ruolo dei due protagonisti; l'edizione di Scarlett andò a rimpiazzare quella di Anthony Dowell, che faceva parte del repertorio della compagnia dal 1988.
Nell'agosto 2019 fu sospeso dal Royal Ballet in seguito ad accuse di molestie sessuali mosse da alcuni studenti. Un'indagine interna non produsse alcuna prova che corroborasse le accuse e il caso non arrivò mai alla polizia. Nel marzo 2020 fu annunciato che Scarlett avrebbe lasciato la compagnia di sua iniziativa. Nonostante il risultato dell'indagine, la sua reputazione non si riprese mai e numerosi teatri cancellarono i suoi balletti dai propri cartelloni.
Il 15 aprile 2021 il Balletto Reale Danese annullò il debutto del suo Frankenstein, previsto per l'autunno dello stesso anno. Il giorno seguente il trentacinquenne Scarlett fu rinvenuto morto nel suo appartamento. Per quanto le cause della morte non furono dichiarate immediatamente, i colleghi Dmitrij Černjakov e Aleksej Ratmanskij affermarono che si trattasse di suicidio, come avrebbe successivamente confermato l'inchiesta ufficiale.
Scarlett era omosessuale e al momento della sua morte intratteneva una relazione con il ballerino Fernando Duarte.

## Coreografie

### Royal Ballet
- Few Things Are (2005)
- Despite (2006)
- Vayamos al Diablo (2006)
- Somente (2007/8)
- Of Mozart (2008)
- Consolations and Liebestraum (2009)
- Asphodel Meadows (2010)
- Sweet Violets (2012)
- Diana and Acteon (2012)
- Hansel and Gretel (2013)
- The Age of Anxiety (2014)
- Frankenstein (2016)
- Symphonic Dances (2017)
- Il lago dei cigni (2018)
- Wottaperviam (2019)

### Altre compagnie
- Hinterland (2006) (Ballet Black)
- Indigo Children (2007) (Ballet Black)
- Viscera (2012) (Miami City Ballet)
- Promenade Sentimentale (2013) (K-Ballet)
- Serpent (2013) (BalletBoyz: The Talent)
- Firebird (2013) (Norwegian National Ballet)
- Vespertine (2013) (Norwegian National Ballet)
- Hummingbird (2014) (San Francisco Ballet)
- No Man's Land (2014) (English National Ballet)
- Acheron (2014) (New York City Ballet)
- With a Chance of Rain (2014) (American Ballet Theatre)
- A Midsummer Night's Dream (2015) (Royal New Zealand Ballet/ Queensland Ballet)
- Carmen (2015) (Norwegian National Ballet)
- Euphotic (2013) (Miami City Ballet)
- Queen of Spades (2018) (Royal Danish Ballet)
- Chopin’s Concerto in E minor (2018) (Polish National Ballet)
- Dangerous Liaisons (2019) (Queensland Ballet/Texas Ballet Theater)
- Die Toteninsel (2019) (San Francisco Ballet)